# Provincia Udine
Udine este o provincie în regiunea Friuli-Venezia Giulia în Italia.